# 克里維奇人

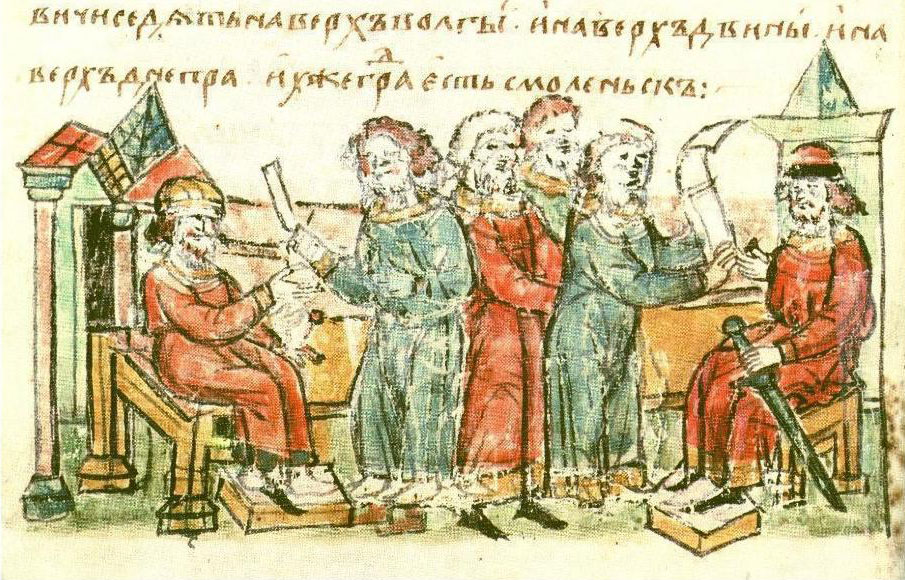
中世纪拉齐维乌编年史中的缩影，展示了一个古老的克里维奇人部落

克里維奇人（國際音標：[kɾɨviˈt͡ʃɨ:]，羅馬化：kríviči，國際音標：['krʲivʲɪtɕɪ]）是生存在6-12世纪的東斯拉夫人部落。他們後來移居至多數居民是芬人的伏爾加河、第聶伯河和道加瓦河生活。

## 詞源
多數歴史家支持這名來源於傳説中祖先Kriv， Max Vasmer相信這個綽號來源於斯拉夫語的形容詞krivoy（“歪/扭曲”），白俄羅斯歴史家Jan Stankievič認為kroŭ", "kryvi"即是血，和kryvič，血缘關係。

## 历史
克里維奇人留下了許多考古遺跡，如農業定居點與煉鐵廠痕跡，珠寶藝術，鐵匠工作和其他工藝品的殘餘;第6至9世紀與火化屍體的長墳堆;豐富的戰士與武器的墳堆。第一個千禧年結束時，克里維奇人已經有發達的農業和養牛業。他們居住在伏爾加河貿易路線附近與瓦良格人貿易。
他們也是基輔羅斯進貢的部落。

## 另请参见
- 中世纪斯拉夫部落列表（英语：List of early Slavic peoples）
- 德列戈维奇人，位于其西南部（今白俄罗斯附近）
- 拉季米奇人，位于其南部（今白俄罗斯附近）